# 重庆市江北中学校
29°47′13″N 106°29′59″E / 29.787062°N 106.499765°E
重庆市江北中学校（英語：Chongqing Jiangbei High School），简称“江北中学”，是一所位于重庆市北碚区的一所公办中学。江北中学是重庆市首批重点中学。设有水土校区（本部校区）和思源校区。
截至2019年，江北中学共有教师300余人，学生4800余人。截至2022年2月，江北中学共有88个班。截至2022年9月，江北中学思源校区有40个教学班，有2108个在校学生，有212个在职教职工。

## 历史
1909年12月，建立“江北厅官立中学堂”，专设文科。
1910年3月，正式开学。
1913年，更名为“江北县立中学校”。县立高等小学堂并入为附属中学。
1924年秋，更名为“江北县立初级中学”，学制改为三年制。附属小学独立为县立初等小学。
1926年秋，附设国民师范一班，学制为两年制，毕业后就停办。
1934年秋，江北区仁里简易乡村师范学校停办，还未毕业的三、四两班学生，并入江北县立初级中学代教。
1939年，迁至江北县悦来乡徐家坝。附设女生部。
1940年，女生部迁至翠云寺。
1943年，江北县立初级中学男生部附设简易师范部。女生部独立为江北县立女子中学。
1947年，江北县立初级中学增设高中部。11月，获得批准迁回江北镇桂花街，更名为“四川省江北县立中学”。
1948年2月，简易师范部迁往柏溪独立设校，更名为“江北县简易师范学校”。
1951年春，更名为“川东区江北第一中学校”。
1952年3月25日，更名为“四川省江北第一中学校”。（简称“江一中”）
1970年，更名为“四川省江北县第一中学校”。
1984年，更名为“四川省江北县水土中学校”。
1989年，更名为“四川省江北县第一中学校”。
1995年，更名为“重庆市江北中学校”，校名沿用至今。
2019年，开始建设思源校区。
2022年，思源校区建成并投入使用。

## 文化传统

### 形象标识

#### 校徽
学校标志基于圆形印章，主题色是 墨绿色 。中心的几条竖线拼成了“江北”二字。中心打开的书本形似字母 M。下方有建校年份“1909”的字样。上下分别围成了“重庆市江北中学校”字样和“CHONGQING JIANGBEI HIGH SCHOOL”字样。

#### 吉祥物
江北中学的吉祥物是小江和小北，分别取自“江北”中学的名字。

### 精神文化
校风：爱国、民主、和谐、友善。
教风：重德、严谨、求精、创新。
学风：勤学、善思、好问、会悟。
校歌：由黄吉元作词，薛世明作曲。

### 生命教育
自2002年起，江北中学开展对“生命教育”的课题研究。2013年，江北中学被评为“全国生命教育示范学校”。2018年12月，江北中学获得了基础教育国家级教学成果一等奖。